# أولاد بنعثمان (بني نوكا)
أولاد بنعثمان هو دُوَّار يقع بجماعة رسلان، إقليم بركان، جهة الشرق في المملكة المغربية. ينتمي الدوّار لمشيخة بني نوكا التي تضم 7 دواوير. يقدر عدد سكانه بـ 176 نسمة حسب الإحصاء الرسمي للسكان والسكنى لسنة 2004.

## روابط خارجية
- البوابة الوطنية للجماعات الترابية
- المندوبية السامية للتخطيط